# Setouchi (Region)
Die Region Setouchi (japanisch 瀬戸内地方, Setouchi-chihō) liegt am Seto-Binnenmeer in Japan und umfasst die sieben Präfekturen Hyogo, Okayama, Hiroshima, Yamaguchi, Tokushima, Kagawa und Ehime.
Die Region Setouchi ist tief verwoben mit der durch das Meer geprägten Geschichte und Kultur, was eine Vielfalt an Sehenswürdigkeiten hervorgebracht hat. Die Setouchi Tourism Authority wurde 2013 als Gemeinschaftsprojekt gegründet, um Setouchi und The Inland Sea zu fördern, und hieß damals noch Setouchi Branding Promotion Association. 2016 wurde sie in Setouchi Tourism Authority umbenannt. Die Setouchi Brand Association besteht weiterhin, ein Zusammenschluss aus 46 unterschiedlichen Institutionen und Unternehmen, die fortan eng mit Setouchi Tourism Authority zusammenarbeitet, um den Bekanntheitsgrad der Region Setouchi international zu steigern.

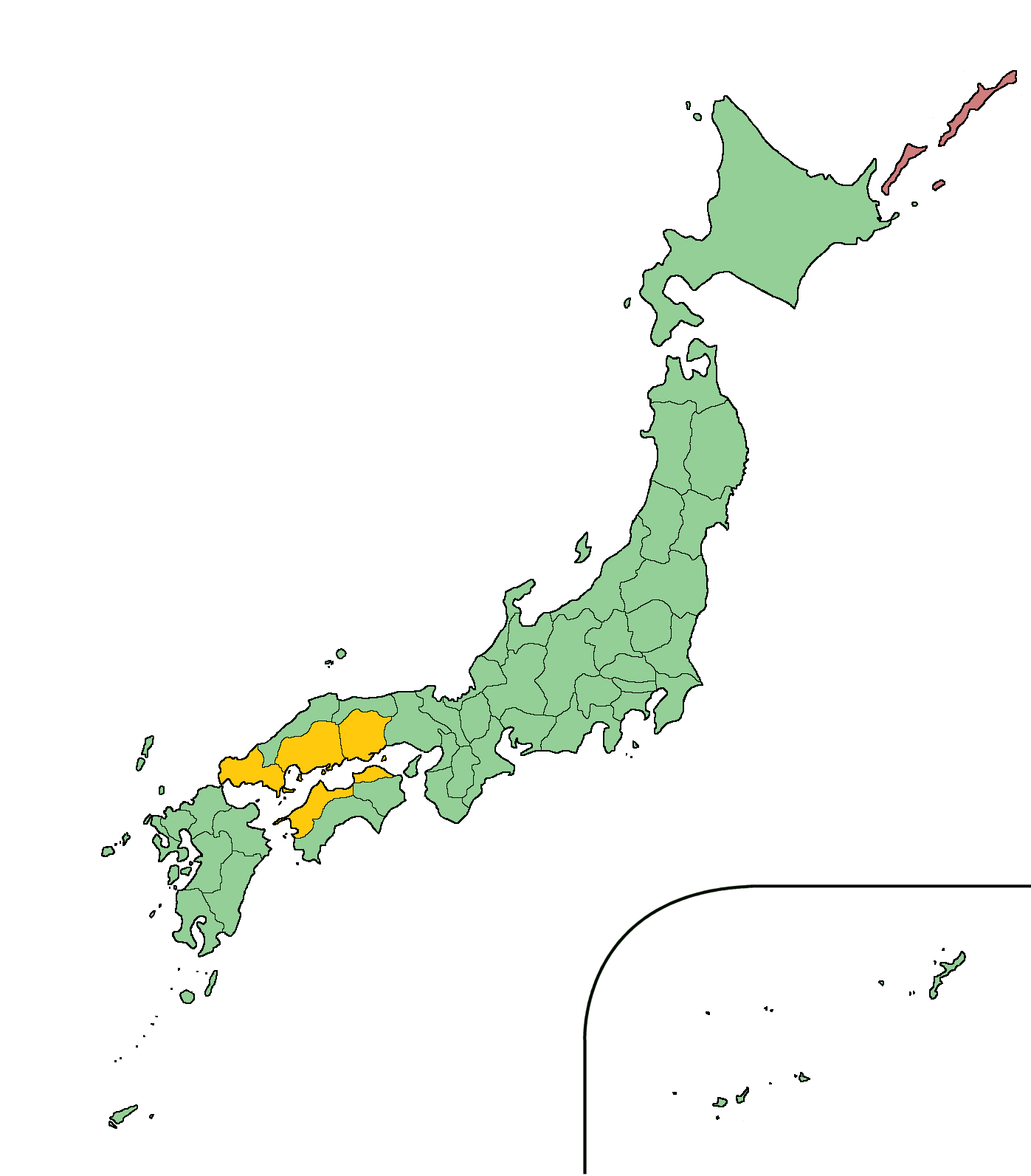
Übersicht der Region Setouchi im Südwesten Japans

## Die sieben Präfekturen

### Hyogo
Die Präfektur Hyōgo bildet den Mittelpunkt des japanischen Archipels. Die Hafenstadt Kōbe ist wohl das wichtigste Tor zu Japan und beheimatet zudem Attraktionen, wie die Burg Himeji, ein UNESCO-Weltkulturerbe, aber auch viele heiße Quellen. Am bekanntesten ist wohl das Rind aus dieser Gegend, das sogenannte „Kobe Beef“, eine ganz besondere Delikatesse und auf der ganzen Welt als eine der besten Fleischsorten sehr geschätzt.

### Okayama
Zu einer sehr lebhaften Kulturregion hat sich die Präfektur Okayama entwickelt. In dieser Gegend sind Handwerkskünste, wie das Schwerterschmieden und die Bizen-Keramik, vertreten. Dank des warmen Klimas werden in dieser Region Früchte, wie Pfirsiche und Muskattrauben, angebaut.

### Hiroshima
Hiroshima ist die zentrale Stadt der Region Chūgoku. In der Präfektur Hiroshima befindet sich der bekannte Itsukushima-Schrein. Dieser ist vor allem für sein elegantes Torii-Schreintor im Meer berühmt. Außerdem befindet sich dort ein weiteres UNESCO-Weltkulturerbe, die Atombombenkuppel, die für die Bedeutung des Friedens steht. Auch die weltberühmten Kumano-Pinsel entstammen dieser Region.

### Yamaguchi
Die Präfektur Yamaguchi ist umgeben von Meer, Bergen und Flüssen und erfreut sich daher das ganze Jahr über eines milden Klimas. Eine der drei berühmtesten Brücken Japans, die Kintai-Brücke, befindet sich dort.

### Tokushima
In der Naruto-Meerenge befinden sich die größten Wirbelströme der Welt, die Naruto-Strudel. Das traditionelle Tanzfest Awa Odori wird von 1,3 Millionen Touristen besucht.

### Kagawa
Zu dieser Region gehören viele Inseln, die v. a. für ihre Kunstausstellungen bekannt sind, wie die Inseln Naoshima und Teshima. Einer der bekanntesten Gärten Japans befindet sich in Kagawa, der Ritsurin-Park. Besonders berühmt ist diese Region für die Sanuki-Udon (Nudelsorte), die Besucher aus der ganzen Welt, auch aus Japan, anlockt – die daher oft auch als „Udon-Präfektur“ bezeichnet wird.

### Ehime
In Ehime befindet sich der Nishiseto Expressway, einer der besten japanischen Fahrradwege. Doch bietet diese Präfektur auch viele historische Attraktionen, wie den Dōgo Onsen, einen der ältesten Thermalquellenorte, dessen Historie 3000 Jahre zurückreicht, oder die Stadt Uchiko, wo die Straßen fast noch so aussehen wie zur Edo- und Meiji-Zeit.